# Station Midlum-Herbaijum
Midlum-Herbayum of Herbaijum (Mi) was een halte aan de voormalige spoorlijn Stiens - Harlingen. De halte van Midlum/Herbaijum was geopend van 1 oktober 1903 tot 15 mei 1935.
Dit station is gebouwd naar het stationsontwerp met de naam Standaardtype NFLS, die voornamelijk werd gebruikt voor verschillende spoorwegstations in Friesland. Het station Midlum-Herbaijum viel binnen het type NFLS halte 3e klasse.